# Eosentomon dissimile
Eosentomon dissimile är en urinsektsart som beskrevs av Yin 1979. Eosentomon dissimile ingår i släktet Eosentomon och familjen trakétrevfotingar. Inga underarter finns listade i Catalogue of Life.